# Stephen Partridge
Stephen Partridge (Leicester, 19 marzo 1953) è un artista inglese.

## Biografia
Stephen Partridge si forma presso il Maidstone College of Art e in seguito presso il Royal College of Art, abbandonando precocemente le tecniche tradizionali per dedicarsi alla sperimentazione del video come medium artistico.
Partecipa a diverse esposizioni fondative per lo sviluppo e la diffusione della videoarte britannica negli anni Settanta tra cui: il The Video Show alla Serpentine Gallery di Londra e il Third International Video Encounter a Palazzo dei Diamanti a Ferrara nel 1975, il Video Show alla Tate Gallery di Londra nel 1976, la X Biennale di Parigi  e  Video by British Artists alla Galleria del Cavallino di Venezia nel 1977 ed  Video 79- The first decade a Roma nel 1979. Espone l'installazione Study in Blue a The Kitchen a New York nel 1979.
Nel 1976,  insieme ad artisti quali David Critchley, Stuart Marshall, David Hall, Tamara Krikorian, fonda il London Video Arts per poi abbandonarlo insieme a David Hall nel '79 per divergenze di gestione.
Negli anni Ottanta come artista partecipa a numerose esposizioni e realizza diversi lavori per emettenti televisive: si ricorda in particolare Dialogue for Two Players del 1984. 
Con Jane Rigby, fonda Fields and Frame, progetto artistico e compagnia di produzione televisiva, con cui nel 1990 produce le Television Interventions, 19 opere di televisione creativa per Channel 4. Tra questi lavori, vi è anche un'opera di Partridge stesso che si intitola  The Sound of These Words.
Professore presso il Duncan of Jordanstone College of Art and Design (University of Dundee, Scozia) si dedica negli ultimi anni ai progetti di ricerca REWIND| Artists' Video in the 70s & 80s progetto di ricerca sulla videoarte britannica tra gli anni 70 e 80, e REWIND Italia: Italian Video art in the 1970s & 1980s, progetto di ricerca, iniziato nel 2011, sulla storia della videoarte italiana tra gli anni 70 e 80. Nel 2012 ha curato, insieme al teorico dei media Sean Cubitt, la raccolta di saggi Rewind: Artists' video in the 70s and 80s (John Libbey Publishing, Londra).
Tra i suoi lavori più recenti ricordiamo con Elaine Shemilt, Quattro Minuti di Mezzogiorno presentato nella mostra Fuoriluogo 15 - Una Regressione Motivata, (Limiti Inchiusi Arte Contemporanea, Campobasso, dicembre 2010- gennaio 2011) a cura di Deirdre MacKenna, direttore di Stills - Scotland's Centre for Photography a Edimburgo.

## Opere video
- Crosspoints, 1974
- Easy Piece, 1974
- Scrutiny, 1974
- Grey Scale, 1974
- Overload, 1974
- Monitor (version 1), 1975
- Untitled, 1975
- Interlace, 1975
- Episodes-Interposed, 1976
- Black Skirt, 1976
- Soundtape, 1982
- Dialogue for Two Players, 1984
- One Thousand and One Boys Games, 1984
- Two Reelers, 1985
- Vide Voce (The Three's in the Four), with David Cunningham, 1986
- Sentences 1, 2,3, 1988
- The Sounds of These Words, 1988
- Monitor (version 2), 1993
- Video Miniatures, 1995
- This Is A Sentence (cd-rom), 1999
- Quattro Minuti di Mezzogiorno, 2010

## Scritto di Stephen Partridge
- " A Kick in the Eye", Book chapter in "Expanded Cinema", (David Curtis, A. L. Rees, Duncan White, and Steven Ball, eds), Tate Publishing, 2011
- "Video: Incorporeal, Incorporated", Book chapter in Experimental Film and Video, Jackie Hatfield, Editor. (John Libbey Publishing, 2006; distributed in North America by Indiana University Press)
- "A Small Survey of Early Works". Book chapter in "Retrospektiv-Film-org videokunst| Norge 1960-90". Edited by Farhad Kalantary & Linn Lervik. Atopia Stiftelse, Oslo, (April 2011).
- " REWIND: British Artists' Video in the 1970s & 1980s", (Sean Cubitt, and Stephen Partridge, eds), John Libbey Publishing, 2012. 
  - " REWIND | Italia, Early Video Art in Italy: I primi anni della videoarte in Italia. Leuzzi, L. (ed.) & Partridge, S. (ed.) 2016 New Barnet: John Libbey Publishing. 352 p.
  - EWVA European Women’s Video Art in the 70s and 80s, Leuzzi, L., Shemilt, E., Partridge, S. (eds.) 2019, John Libbey Publishing New Barnet. 262 p.